# ヴァネッサ・クワイ
ヴァネッサ・クワイ（Vanessa Quai、1988年7月13日 - ）はバヌアツの歌手。ポートビラ出身。
バヌアツを代表する国民的女性歌手とされている。

## ディスコグラフィー
- To Aitape With Love (1998年)
- Beautiful Pacific Islands (2000年)
- The Untouched Paradise (2001年)
- Pacifika (2003年)
- Promise (2005年)